# Сянчэн (Чжоукоу)
Сянчэ́н (кит. упр. 项城, пиньинь Xiàngchéng) — городской уезд городского округа Чжоукоу провинции Хэнань (КНР). Название означает «Сянский город» и связано с тем, что в древние времена в этих местах находилось царство Сянцзы.

## История
В начале эпохи Чжоу в этих местах находилось царство Сянцзы (项子国). В эпоху Вёсен и Осеней оно было аннексировано царством Лу, а в эпоху Воюющих царств царство Лу было захвачено царством Чу. В 278 году до н. э. царство Цинь захватило большой кусок территории на западе Чу, на котором находилась столица царства, и Чу было вынуждено перенести столицу в Чэнь, а в этих местах разместилась вспомогательная столица.
При империи Цинь эти места вошли в состав уезда Чэньсянь (陈县). При империи Хань из него был выделен уезд Сянсянь (项县).
Во время многочисленных войн эпохи Южных и Северных династий реки были путями переброски армий, и поэтому эти места не раз переходили из рук в руки. При южной династии Сун уезд Сянсянь был переименован в Сянчэн (项城县), при империи Северная Вэй ему было возвращено название Сянсянь.
При империи Суй уезд вновь получил название Сянчэн.
В 1949 году был создан Специальный район Хуайян (淮阳专区), и уезд вошёл в его состав. В 1953 году Специальный район Хуайян был расформирован, и уезд перешёл в состав Специального района Шанцю (商丘专区). В 1958 году Специальный район Шанцю был присоединён к Специальному району Кайфэн (开封专区), но в 1961 году был восстановлен.
В 1965 году был создан Специальный район Чжоукоу (周口专区), и уезд вошёл в его состав. В 1969 году Специальный район Чжоукоу был переименован в Округ Чжоукоу (周口地区). В 1993 году уезд Сянчэн был преобразован в городской уезд.
8 июня 2000 года постановлением Госсовета КНР были расформированы округ Чжоукоу и городской уезд Чжоукоу, и образован городской округ Чжоукоу.

## Административное деление
Городской уезд делится на 6 уличных комитетов и 15 посёлков.